# Girolamo di Stefano d'Alemagna
Girolamo di Stefano d'Alemagna, detto Girolamo Vicentino (Vicenza, XV secolo – XVI secolo), è stato un pittore italiano della Repubblica di Venezia, attivo a Vicenza tra il 1481 e il 1510.

## Biografia
Solo agli inizi del Novecento storici dell'arte, quali G. G. Zorzi, sono riusciti a recuperare alcune informazioni biografiche relative al pittore.
L'origine della famiglia di Girolamo di Stefano d'Alemagna era germanica e il padre svolgeva l'attività di fornaio.
La sua prima presenza documentata risale all'anno 1481 nella città di Vicenza, in occasione del matrimonio del pittore Bartolomeo Montagna, suo maestro e amico.
Fino al 1494 la sua residenza fu presso l'abitazione del maestro Montagna, anche se durante questo periodo spesso si trasferì in altre località per effettuare lavori, come nel 1488, quando si recò a Venezia per realizzare La morte della Vergine, attualmente alla National Gallery di Londra, firmata "Hieronimus Vincentinus pincsit Venetiis". In questa opera Girolamo di Stefano d'Alemagna evidenziò caratteristiche derivate dal Carpaccio, quali alcune tematiche paesaggistiche e la caratterizzazione delle figure.
Nel 1497 operò nella chiesa di Barbano, una frazione di Grisignano di Zocco nel vicentino, eseguendo un polittico comprendente una Vergine col Bambino, San Pietro e san Paolo, una Pietà e una Annunciazione.
Sulla scia di Carpaccio, Girolamo di Stefano d'Alemagna si trasferì nelle Marche, presso Vado, dove portò a termine il Martirio di san Sebastiano (1498), ora al Museo Jacquemart-André di Parigi, palesando di aver appreso la lezione della scuola ferrarese, per gli sfondi vivaci e brillanti, per i temi nordici e per le figure rigorose ed eleganti.
In questa fase artistica si possono annoverare il Ritratto di giovanetto e il Ritratto virile, ora a Padova al Museo Civico.
Il critico d'arte Lionello Puppi ipotizzò un contributo di Girolamo di Stefano d'Alemagna nelle opere Madonna e Santi a Sorio di Gambellara e nella Madonna col Bambino ora a Budapest, attribuite anche a Giovanni Speranza.
Sul finire della sua carriera, Girolamo di Stefano d'Alemagna rientrò nella sua città natale per lavorare su un Cristo portacroce (Bergamo, Accademia Carrara), fortemente influenzato dal Cristo montagnesco della Pinacoteca civica di Vicenza. Evidentemente in questa opera prevalse l'ammirazione per il suo primo maestro e grande amico, rispetto alle esperienze e alle conoscenze maturate nell'arco della sua professione.